# Prima donna
Prima donna, eller primadonna, italienska för "första damen", är en term ursprungligen använd i operakompanier. Termen användes som titeln för ensemblens främsta stjärna, den som skulle ha de främsta rollerna. Det var vanligen, men inte nödvändigtvis, fråga om en sopran. Motsvarande term, dock betydligt mindre använd, för den manliga motsvarigheten, vanligtvis en tenor, var primo uomo.
Framstående primadonnor har ofta fått operaentusiaster att gå ihop i rivaliserande "klackar", som håller en sångerska framför en annan. En av de mest kända rivaliteterna är den mellan anhängarna till de båda sopranerna Maria Callas och Renata Tebaldi, trots att de två sångerskorna faktiskt privat var vänner. I modern tid har termen prima donna nästan blivit synonym med diva och används som benämning för uppskattade kvinnliga operasångerskor, särskilt sopraner.